# Pavol Szikora
Pavol Szikora ( 26. března 1952 Lučenec - 22. května 2021 Fiľakovo) byl slovenský chodec, specialista na závod na padesát kilometrů. Byl členem klubu Dukla Banská Bystrica.
Startoval na třech světových šampionátech: v roce 1983 byl jedenáctý, v roce 1987 sedmý a v roce 1991 šestnáctý. Politický bojkot mu zabránil v účasti na olympiádě v Los Angeles; na náhradní soutěži Družba 84 získal stříbrnou medaili. Na mistrovství Evropy v atletice 1986 skončil na osmém místě. Na Letních olympijských hrách 1988 obsadil 10. místo a na Letních olympijských hrách 1992 27. místo. Na Světovém poháru byl v roce 1991 patnáctý.
Získal šest titulů mistra Československa v chůzi na 50 km (1983, 1985, 1986, 1988, 1990 a 1991) a v chůzi na 20 km byl třetí v letech 1982 a 1987. Vyhrál Poděbradské chodecké závody v roce 1985 a 1988 a závod Dudinská päťdesiatka v letech 1982 a 1987. Jeho osobní rekord byl 3:42:20.